# Élections départementales françaises de 2021
Des élections départementales se sont déroulées en France les 20 et 27 juin 2021.
Elles permettent de renouveler les 94 conseils départementaux français ainsi que l'assemblée d'Alsace. 
Initialement prévues en mars, elles sont repoussées de trois mois en raison de la pandémie de Covid-19. Elles ont lieu en même temps que les élections régionales.

## Contexte
Initialement prévu en mars 2021, le scrutin est reporté de plusieurs mois en raison de la pandémie de Covid-19 en France,,, à la suite des préconisations de la mission Debré rendues le 13 novembre 2020. En avril 2021, le gouvernement envisage de repousser de nouveau les élections, à l'automne, mais y renonce en raison du refus de l'opposition et des maires,.

## Mode de scrutin

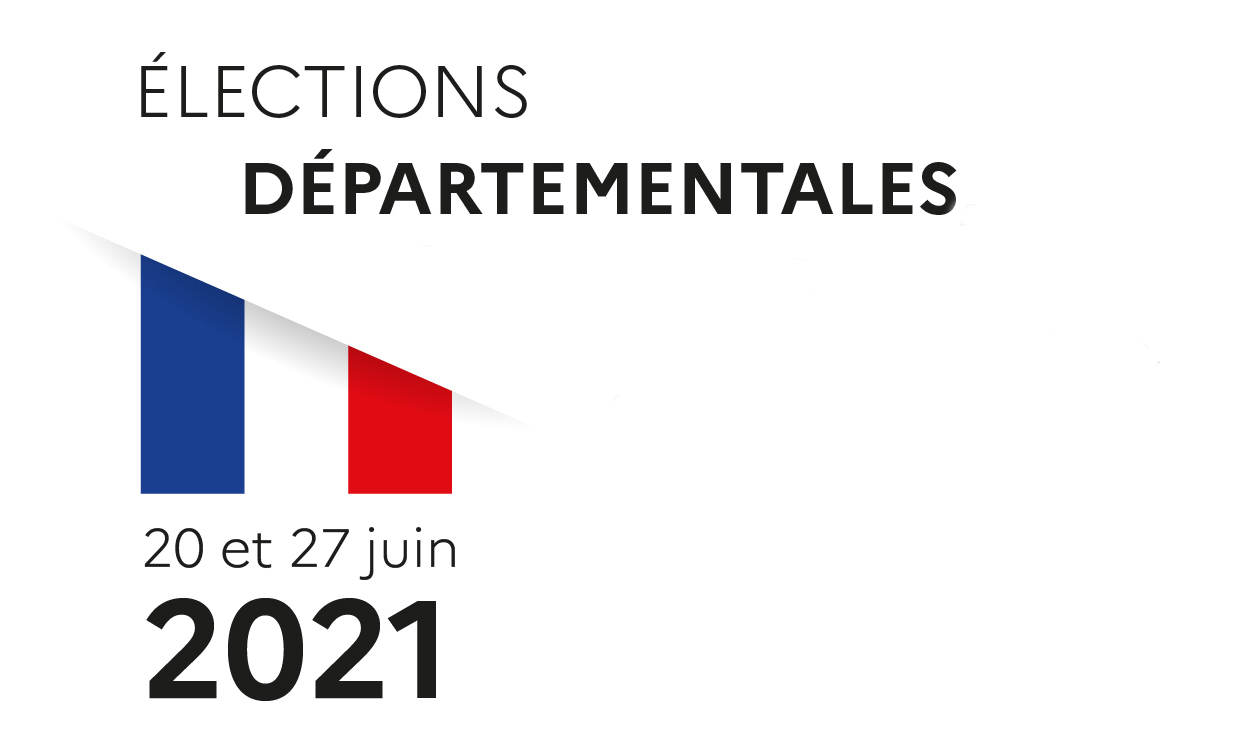
Logotype publié par le ministère de l'Intérieur à l'occasion des élections.

Les élections ont lieu au scrutin majoritaire binominal à deux tours. Le système est paritaire : les candidatures sont présentées sous la forme d'un binôme composé d'une femme et d'un homme avec leurs suppléants (une femme et un homme également).
Pour être élu au premier tour, un binôme doit obtenir la majorité absolue des suffrages exprimés et un nombre de suffrages au moins égal à 25 % des électeurs inscrits. Si aucun binôme n'est élu au premier tour, seuls peuvent se présenter au second tour les binômes qui ont obtenu un nombre de suffrages au moins égal à 12,5 % des électeurs inscrits, sans possibilité pour les binômes de fusionner. Si un seul binôme a obtenu 12,5 % des inscrits, ou si aucun binôme n'a obtenu au moins 12,5 %, les deux binômes ayant obtenu le plus de voix au premier tour peuvent se présenter,. Est élu au second tour le binôme qui obtient le plus grand nombre de voix.
À partir du redécoupage cantonal de 2014 des cantons, il y a 2 054 cantons qui sont découpés de manière à assurer que, dans chaque département, les cantons aient approximativement la même population.

## Collectivités non concernées
Plusieurs territoires constituent désormais des collectivités à statut particulier qui ne sont pas concernés par ces élections départementales : 
- la Ville de Paris, qui est depuis le 1er janvier 2019 une collectivité à statut particulier qui s'est substituée à la commune de Paris et au département de Paris[11]. Son assemblée délibérante, le conseil de Paris,  est élue lors des élections municipales[12], et, en dernier lieu, des élections municipales de 2020 à Paris.
- la Métropole de Lyon[13], qui exerce les compétences d'un département et d'une intercommunalité, dont le conseil de la métropole de Lyon est élu lors des élections métropolitaines, et, en dernier lieu, des élections métropolitaines de 2020 dans la métropole de Lyon, organisées en même temps que les élections municipales.
- la Guyane et la Martinique sont des collectivités territoriales uniques, dont les assemblées délibérantes, l'assemblée de Guyane et l'assemblée de Martinique  exercent les compétences des conseils régionaux et des conseils départementaux. Elles sont élues en même temps que les conseils départementaux, mais selon des modalités différentes.
- la Collectivité de Corse, qui exerce depuis 2018 les compétences des départements corses ; l'Assemblée de Corse est élue en même temps que les conseils régionaux[14], mais selon des modalités différentes.
- les collectivités d'outre-mer (Polynésie française, Wallis-et-Futuna, Saint-Pierre-et-Miquelon, Saint-Martin et Saint-Barthélemy) et la Nouvelle-Calédonie ne sont pas des départements et n'ont donc pas de conseils départementaux.

Par ailleurs, le conseil départemental de Mayotte exerce également les compétences d'un conseil régional. La collectivité européenne d'Alsace, créée au 1er janvier 2021, exerce les compétences dévolues jusque là aux conseils départementaux du Bas-Rhin et du Haut-Rhin, ainsi que des compétences spécifiques ; son assemblée délibérante, qui  porte le nom d'assemblée d'Alsace est élue pour la première fois lors de ces élections départementales, dans les mêmes circonscriptions cantonales.

## Spécificités liées à la pandémie de Covid-19
Afin de tenir compte de la crise sanitaire générée par la pandémie de Covid-19 en France, des dispositions spécifiques sont apportées aux élections départementales de 2021. La loi du 22 février 2021 prévoit que chaque électeur peut être titulaire de deux procurations, porte la durée de la campagne officielle à 19 jours au lieu de 12 avant le premier tour des élections (art. 7) et avance de ce fait d'une semaine la date limite de dépôt des candidatures, qui aura lieu au plus tard le cinquième lundi qui précède le jour du scrutin, à midi. Elle majore également de 20 % le plafond des dépenses de propagande, compte tenu de l'allongement de la campagne.

## Incidents électoraux

### Diffusion des professions de foi
Les élections départementales et régionales sont marquées par de sérieuses difficultés dans l’envoi des traditionnelles professions de foi électorales, que de nombreux électeurs ne reçoivent pas chez eux. Dans l’entre-deux-tours, le ministre de l'Intérieur Gérald Darmanin pointe notamment la responsabilité d’Adrexo, une société privée chargée de distribuer la majorité des plis. Des problèmes similaires interviennent pour le second tour.
Pour faire la lumière sur ces défaillances, une mission d'information est mise en place au Sénat. Dans son rapport publié le 22 juillet 2021, il est indiqué que selon La Poste et Adrexo plus d'un quart des électeurs n’a reçu aucun document en vue du premier comme du second tour des élections départementales, soit beaucoup plus que ce qu’indiquait le gouvernement dans un premier temps. La commission des Lois du Sénat estime cependant que ces pourcentages sont en réalité plus élevés et fait état d’un « scandale », qui serait attribuable aussi bien au ministère de l’Intérieur qu’à la société Adrexo et qui aurait contribué au taux d’abstention record lors de ce scrutin,.
Le 13 août 2021, en raison de ces nombreux dysfonctionnements, le ministère de l'Intérieur résilie le contrat qui le lie à Adrexo pour la distribution de la propagande électorale et précise que la mise sous pli des documents sera dorénavant effectuée par les services des préfectures et non plus par des sociétés privées.

### Votes au premier tour
Au premier tour, une quarantaine de bureaux à Marseille n'ouvrent pas à l’heure en raison d'un manque d’assesseurs ou de présidents. Afin de permettre la tenue des scrutins, la police procède alors à la réquisition de citoyens. À la mi-journée, plusieurs bureaux ne sont cependant toujours pas ouverts. Cette situation suscite les critiques de l’opposition nationale, les services juridiques de plusieurs candidats indiquant qu’une telle situation est sans précédent dans le pays et pourrait conduire à l’annulation d’élections,. Une pénurie d'assesseurs est également constatée dans d’autres communes, tandis que des témoins indiquent que des enveloppes se sont retrouvées sans explication en dehors de bureaux de vote.

## Résultats

### Présidences des conseils départementaux

#### Total national par étiquette
| Nuance du binôme ou coalition | Nuance du binôme ou coalition                       | Nuance du binôme ou coalition | Sortantes | Élues | +/-           |
| ----------------------------- | --------------------------------------------------- | ----------------------------- | --------- | ----- | ------------- |
|                               | Les Républicains                                    | LR                            | 38        | 43    | 5             |
|                               | Union des démocrates et indépendants                | UDI                           | 10        | 7     | 3             |
|                               | Union des démocrates et indépendants-Les Centristes | UDI-LC                        | 0         | 1     | 1             |
|                               | Les Centristes                                      | LC                            | 1         | 1     | 1             |
|                               | Soyons libres                                       | SL                            | 0         | 1     | 1             |
|                               | Divers droite                                       | DVD                           | 14        | 12    | 2             |
|                               | Total droite                                        | Total droite                  | 63        | 65    | 2             |
|                               |                                                     |                               |           |       |               |
|                               | Parti socialiste                                    | PS                            | 24        | 21    | 3             |
|                               | Parti radical de gauche                             | PRG                           | 1         | 2     | 1             |
|                               | Parti communiste français                           | PCF                           | 1         | 0     | 1             |
|                               | Guadeloupe unie, solidaire et responsable           | GUSR                          | 0         | 1     | 1             |
|                               | Divers gauche                                       | DVG                           | 2         | 3     | 1             |
|                               | Total gauche                                        | Total gauche                  | 28        | 27    | 1             |
|                               |                                                     |                               |           |       |               |
|                               | La République en marche                             | LREM                          | 1         | 2     | 1             |
|                               | Mouvement démocrate                                 | MoDem                         | 1         | 1     | en stagnation |
|                               | Mouvement radical                                   | MR                            | 1         | 0     | 1             |
|                               | Divers centre                                       | DVC                           | 1         | 0     | 1             |
|                               | Total centre                                        | Total centre                  | 4         | 3     | 1             |
|                               |                                                     |                               |           |       |               |
| Total                         | Total                                               | Total                         | 95        | 95    | en stagnation |

#### Liste détaillée
| Département             | Président sortant            | Parti | Parti | Président élu              | Parti | Parti |
| ----------------------- | ---------------------------- | ----- | ----- | -------------------------- | ----- | ----- |
| Ain                     | Jean Deguerry                |       | LR    | Jean Deguerry              |       | LR    |
| Aisne                   | Nicolas Fricoteaux           |       | UDI   | Nicolas Fricoteaux         |       | UDI   |
| Allier                  | Claude Riboulet              |       | UDI   | Claude Riboulet            |       | UDI   |
| Alpes-de-Haute-Provence | René Massette                |       | PS    | Éliane Barreille           |       | LR    |
| Hautes-Alpes            | Jean-Marie Bernard           |       | LR    | Jean-Marie Bernard         |       | LR    |
| Alpes-Maritimes         | Charles Ange Ginésy          |       | LR    | Charles Ange Ginésy        |       | LR    |
| Ardèche                 | Laurent Ughetto              |       | PS    | Olivier Amrane             |       | LR    |
| Ardennes                | Noël Bourgeois               |       | LR    | Noël Bourgeois             |       | LR    |
| Ariège                  | Christine Téqui              |       | PS    | Christine Téqui            |       | PS    |
| Aube                    | Philippe Pichery             |       | DVD   | Philippe Pichery           |       | DVD   |
| Aude                    | Hélène Sandragné             |       | PS    | Hélène Sandragné           |       | PS    |
| Aveyron                 | Jean-François Galliard       |       | UDI   | Arnaud Viala               |       | LR    |
| Bouches-du-Rhône        | Martine Vassal               |       | LR    | Martine Vassal             |       | LR    |
| Calvados                | Jean-Léonce Dupont           |       | LC    | Jean-Léonce Dupont         |       | LC    |
| Cantal                  | Bruno Faure                  |       | LR    | Bruno Faure                |       | LR    |
| Charente                | Jérôme Sourisseau            |       | UDI   | Philippe Bouty             |       | DVG   |
| Charente-Maritime       | Dominique Bussereau          |       | DVD   | Sylvie Marcilly            |       | DVD   |
| Cher                    | Michel Autissier             |       | LR    | Jacques Fleury             |       | LR    |
| Corrèze                 | Pascal Coste                 |       | LR    | Pascal Coste               |       | LR    |
| Côte-d’Or               | François Sauvadet            |       | UDI   | François Sauvadet          |       | UDI   |
| Côtes-d’Armor           | Romain Boutron               |       | LR    | Christian Coail            |       | PS    |
| Creuse                  | Valérie Simonet              |       | LR    | Valérie Simonet            |       | LR    |
| Dordogne                | Germinal Peiro               |       | PS    | Germinal Peiro             |       | PS    |
| Doubs                   | Christine Bouquin            |       | LR    | Christine Bouquin          |       | LR    |
| Drôme                   | Marie-Pierre Mouton          |       | LR    | Marie-Pierre Mouton        |       | LR    |
| Eure                    | Pascal Lehongre              |       | DVD   | Sébastien Lecornu          |       | LREM  |
| Eure-et-Loir            | Claude Térouinard            |       | LR    | Christophe Le Dorven       |       | LR    |
| Finistère               | Nathalie Sarrabezolles       |       | PS    | Maël de Calan              |       | SL    |
| Gard                    | Françoise Laurent-Perrigot   |       | PS    | Françoise Laurent-Perrigot |       | PS    |
| Haute-Garonne           | Georges Méric                |       | PS    | Georges Méric              |       | PS    |
| Gers                    | Philippe Martin              |       | PS    | Philippe Martin            |       | PS    |
| Gironde                 | Jean-Luc Gleyze              |       | PS    | Jean-Luc Gleyze            |       | PS    |
| Hérault                 | Kléber Mesquida              |       | PS    | Kléber Mesquida            |       | PS    |
| Ille-et-Vilaine         | Jean-Luc Chenut              |       | PS    | Jean-Luc Chenut            |       | PS    |
| Indre                   | Serge Descout                |       | LR    | Marc Fleuret               |       | UDI   |
| Indre-et-Loire          | Jean-Gérard Paumier          |       | LR    | Jean-Gérard Paumier        |       | LR    |
| Isère                   | Jean-Pierre Barbier          |       | LR    | Jean-Pierre Barbier        |       | LR    |
| Jura                    | Clément Pernot               |       | LR    | Clément Pernot             |       | LR    |
| Landes                  | Xavier Fortinon              |       | PS    | Xavier Fortinon            |       | PS    |
| Loir-et-Cher            | Nicolas Perruchot            |       | LR    | Philippe Gouet             |       | UDI   |
| Loire                   | Georges Ziegler              |       | LR    | Georges Ziegler            |       | LR    |
| Haute-Loire             | Jean-Pierre Marcon           |       | UDI   | Marie-Agnès Petit          |       | LR    |
| Loire-Atlantique        | Philippe Grosvalet           |       | PS    | Michel Ménard              |       | PS    |
| Loiret                  | Marc Gaudet                  |       | UDI   | Marc Gaudet                |       | UDI   |
| Lot                     | Serge Rigal                  |       | DVG   | Serge Rigal                |       | DVG   |
| Lot-et-Garonne          | Sophie Borderie              |       | PS    | Sophie Borderie            |       | PS    |
| Lozère                  | Sophie Pantel                |       | PS    | Sophie Pantel              |       | PS    |
| Maine-et-Loire          | Christian Gillet             |       | DVD   | Florence Dabin             |       | DVD   |
| Manche                  | Marc Lefèvre                 |       | DVD   | Jean Morin                 |       | DVD   |
| Marne                   | Christian Bruyen             |       | DVD   | Christian Bruyen           |       | DVD   |
| Haute-Marne             | Nicolas Lacroix              |       | LR    | Nicolas Lacroix            |       | LR    |
| Mayenne                 | Olivier Richefou             |       | UDI   | Olivier Richefou           |       | UDI   |
| Meurthe-et-Moselle      | Valérie Beausert-Leick       |       | PS    | Chaynesse Khirouni         |       | PS    |
| Meuse                   | Claude Léonard               |       | LR    | Jérôme Dumont              |       | DVD   |
| Morbihan                | François Goulard             |       | DVD   | David Lappartient          |       | LR    |
| Moselle                 | Patrick Weiten               |       | UDI   | Patrick Weiten             |       | UDI   |
| Nièvre                  | Alain Lassus                 |       | PS    | Fabien Bazin               |       | PS    |
| Nord                    | Jean-René Lecerf             |       | DVD   | Christian Poiret           |       | DVD   |
| Oise                    | Nadège Lefebvre              |       | LR    | Nadège Lefebvre            |       | LR    |
| Orne                    | Christophe de Balorre        |       | LR    | Christophe de Balorre      |       | LR    |
| Pas-de-Calais           | Jean-Claude Leroy            |       | PS    | Jean-Claude Leroy          |       | PS    |
| Puy-de-Dôme             | Jean-Yves Gouttebel          |       | MR    | Lionel Chauvin             |       | LR    |
| Pyrénées-Atlantiques    | Jean-Jacques Lasserre        |       | MoDem | Jean-Jacques Lasserre      |       | MoDem |
| Hautes-Pyrénées         | Michel Pélieu                |       | PRG   | Michel Pélieu              |       | PRG   |
| Pyrénées-Orientales     | Hermeline Malherbe           |       | PS    | Hermeline Malherbe         |       | PS    |
| Alsace                  | Frédéric Bierry              |       | LR    | Frédéric Bierry            |       | LR    |
| Rhône                   | Christophe Guilloteau        |       | LR    | Christophe Guilloteau      |       | LR    |
| Haute-Saône             | Yves Krattinger              |       | DVG   | Yves Krattinger            |       | DVG   |
| Saône-et-Loire          | André Accary                 |       | DVD   | André Accary               |       | DVD   |
| Sarthe                  | Dominique Le Mèner           |       | DVD   | Dominique Le Mèner         |       | DVD   |
| Savoie                  | Hervé Gaymard                |       | DVD   | Hervé Gaymard              |       | DVD   |
| Haute-Savoie            | Christian Monteil            |       | DVD   | Martial Saddier            |       | LR    |
| Seine-Maritime          | Bertrand Bellanger           |       | LREM  | Bertrand Bellanger         |       | LREM  |
| Seine-et-Marne          | Patrick Septiers             |       | UDI   | Jean-François Parigi       |       | LR    |
| Yvelines                | Pierre Bédier                |       | LR    | Pierre Bédier              |       | LR    |
| Deux-Sèvres             | Hervé de Talhouët-Roy        |       | LR    | Coralie Dénoues            |       | DVD   |
| Somme                   | Stéphane Haussoulier         |       | DVD   | Stéphane Haussoulier       |       | DVD   |
| Tarn                    | Christophe Ramond            |       | PS    | Christophe Ramond          |       | PS    |
| Tarn-et-Garonne         | Christian Astruc             |       | DVG   | Michel Weill               |       | PRG   |
| Var                     | Marc Giraud                  |       | LR    | Marc Giraud                |       | LR    |
| Vaucluse                | Maurice Chabert              |       | LR    | Dominique Santoni          |       | LR    |
| Vendée                  | Yves Auvinet                 |       | DVD   | Alain Lebœuf               |       | LR    |
| Vienne                  | Alain Pichon                 |       | DVD   | Alain Pichon               |       | DVD   |
| Haute-Vienne            | Jean-Claude Leblois          |       | PS    | Jean-Claude Leblois        |       | PS    |
| Vosges                  | François Vannson             |       | LR    | François Vannson           |       | LR    |
| Yonne                   | Patrick Gendraud             |       | LR    | Patrick Gendraud           |       | LR    |
| Territoire de Belfort   | Florian Bouquet              |       | LR    | Florian Bouquet            |       | LR    |
| Essonne                 | François Durovray            |       | LR    | François Durovray          |       | LR    |
| Hauts-de-Seine          | Georges Siffredi             |       | LR    | Georges Siffredi           |       | LR    |
| Seine-Saint-Denis       | Stéphane Troussel            |       | PS    | Stéphane Troussel          |       | PS    |
| Val-de-Marne            | Christian Favier             |       | PCF   | Olivier Capitanio          |       | LR    |
| Val-d’Oise              | Marie-Christine Cavecchi     |       | LR    | Marie-Christine Cavecchi   |       | LR    |
| Guadeloupe              | Josette Borel-Lincertin      |       | FGPS  | Guy Losbar                 |       | GUSR  |
| La Réunion              | Cyrille Melchior             |       | LR    | Cyrille Melchior           |       | LR    |
| Mayotte                 | Soibahadine Ibrahim Ramadani |       | LR    | Ben Issa Ousseni           |       | LR    |

### Résultats nationaux par nuances
| Nuance du binôme         | Nuance du binôme                     | Nuance du binôme         | Premier tour | Premier tour | Second tour | Second tour | Sièges | +/-           |
| Nuance du binôme         | Nuance du binôme                     | Nuance du binôme         | Voix         | %            | Voix        | %           | Sièges | +/-           |
| ------------------------ | ------------------------------------ | ------------------------ | ------------ | ------------ | ----------- | ----------- | ------ | ------------- |
|                          | Rassemblement national               | RN                       | 2 451 778    | 17,89        | 1 425 459   | 10,74       | 26     | 36            |
|                          | Divers droite                        | DVD                      | 1 882 166    | 13,81        | 2 158 646   | 16,26       | 882    | 17            |
|                          | Union à gauche avec des écologistes  | UGE                      | 1 241 747    | 9,06         | 1 219 770   | 9,19        | 244    | Nv.           |
|                          | Divers gauche                        | DVG                      | 1 178 624    | 8,60         | 1 144 196   | 8,62        | 434    | 31            |
|                          | Union au centre et à droite          | UCD                      | 1 136 117    | 8,29         | 1 418 092   | 10,68       | 462    | Nv.           |
|                          | Union de la gauche                   | UG                       | 1 050 746    | 7,67         | 1 125 048   | 8,47        | 52     |               |
|                          | Union à droite                       | UD                       | 835 081      | 6,09         | 1 067 180   | 8,04        | 384    |               |
|                          | Les Républicains                     | LR                       | 810 048      | 5,91         | 1 031 237   | 7,77        | 382    | 698           |
|                          | Parti socialiste                     | SOC                      | 620 327      | 4,53         | 758 225     | 5,71        | 332    | 622           |
|                          | Divers centre                        | DVC                      | 563 936      | 4,12         | 614 464     | 4,63        | 218    | Nv.           |
|                          | Écologistes                          | ECO                      | 444 230      | 3,24         | 282 083     | 2,12        | 26     |               |
|                          | Divers                               | DIV                      | 389 699      | 2,84         | 364 801     | 2,75        | 116    | 33            |
|                          | Parti communiste français            | COM                      | 257 064      | 1,88         | 174 114     | 1,31        | 40     | 81            |
|                          | La République en marche              | REM                      | 217 523      | 1,59         | 97 542      | 0,73        | 10     | Nv.           |
|                          | Union au centre                      | UC                       | 193 689      | 1,41         | 161 556     | 1,22        | 42     | Nv.           |
|                          | La France insoumise                  | FI                       | 108 325      | 0,79         | 5 769       | 0,04        | 6      | Nv.           |
|                          | Union au centre et à gauche          | UCG                      | 73 447       | 0,54         | 69 108      | 0,52        | 22     | Nv.           |
|                          | Union des démocrates et indépendants | UDI                      | 60 323       | 0,44         | 78 372      | 0,59        | 30     | 334           |
|                          | Régionalistes                        | REG                      | 58 144       | 0,42         | 26 120      | 0,20        | 2      |               |
|                          | Extrême gauche                       | EXG                      | 31 531       | 0,23         | 2 468       | 0,02        | 0      | en stagnation |
|                          | Droite souverainiste                 | DSV                      | 21 494       | 0,16         | 3 345       | 0,03        | 0      | Nv.           |
|                          | Parti Radical de Gauche              | PRG                      | 19 871       | 0,15         | 14 303      | 0,11        | 10     | 53            |
|                          | Extrême droite                       | EXD                      | 17 967       | 0,13         | 14 827      | 0,11        | 2      | 2             |
|                          | Mouvement démocrate                  | MDM                      | 16 582       | 0,12         | 9 499       | 0,07        | 4      | 44            |
|                          | Union de l'extrême droite            | UXD                      | 10 864       | 0,08         | 10 809      | 0,08        | 0      | Nv.           |
|                          | Gilets jaunes                        | GJ                       | 1 657        | 0,01         |             |             | 0      | Nv.           |
|                          |                                      |                          |              |              |             |             |        |               |
| Suffrages exprimés       | Suffrages exprimés                   | Suffrages exprimés       | 13 702 980   | 98,64        | 13 277 033  | 97,46       |        |               |
| Votes blancs             | Votes blancs                         | Votes blancs             | 452 197      | 3,14         | 728 164     | 5,07        |        |               |
| Votes nuls               | Votes nuls                           | Votes nuls               | 256 597      | 1,78         | 363 834     | 2,53        |        |               |
| Total                    | Total                                | Total                    | 14 411 774   | 100          | 14 369 031  | 100         | 4 046  | en stagnation |
| Abstentions              | Abstentions                          | Abstentions              | 28 837 113   | 66,68        | 27 451 757  | 65,64       |        |               |
| Inscrits / participation | Inscrits / participation             | Inscrits / participation | 43 248 887   | 33,32        | 41 820 788  | 34,36       |        |               |

### Faits notables et analyse
À l'instar des élections régionales, les élections départementales de 2021 sont marquées par une très forte abstention, s'élevant en moyenne aux deux tiers des inscrits.
Les équilibres politiques ne sont globalement pas modifiés. La droite et le centre consolident l'avance obtenue aux élections départementales de 2015 en faisant basculer les Alpes-de-Haute-Provence, l'Ardèche, le Finistère, le Puy-de-Dôme et le Val-de-Marne, dernier conseil départemental à être présidé par le PCF (depuis 1976). La gauche récupère néanmoins la Charente, les Côtes-d'Armor et le Tarn-et-Garonne, perdus en 2015. De son côté, le RN échoue à concrétiser ses ambitions dans les départements du littoral méditerranéen tandis qu'il perd plusieurs conseillers départementaux dans l’ancien bassin minier du Nord-Pas-de-Calais. Enfin, en Guadeloupe, les socialistes perdent le département au profit de la GUSR, parti du président du conseil régional Ary Chalus, affilié à LREM.

#### Bascules
- Départements qui basculent de gauche à droite : Alpes-de-Haute-Provence, Ardèche, Finistère, Puy-de-Dôme, Val-de-Marne
- Départements qui basculent de droite à gauche : Charente, Côtes-d'Armor, Tarn-et-Garonne

#### Évolution des équilibres sans bascule
- Majorités de droite, avec progression de la droite : Aisne[a], Allier, Hautes-Alpes, Alpes-Maritimes, Aveyron, Bouches-du-Rhône, Calvados, Cantal, Corrèze, Creuse, Drôme, Eure, Eure-et-Loir, Indre, Isère, Jura, Loir-et-Cher, Loire, Haute-Loire, Maine-et-Loire, Marne, Haute-Marne, Moselle, Oise, Orne, Pyrénées-Atlantiques, Rhône, Saône-et-Loire, Sarthe, Seine-et-Marne, Deux-Sèvres, Somme, Var[b], Vaucluse[c], Vendée, Vienne, Vosges, Yonne, Essonne, Val-d'Oise.
- Majorités de droite, avec statu quo : Ain, Cher, Côte-d'Or, Manche, Alsace, Yvelines, Territoire de Belfort.
- Majorités de droite, avec progression de la gauche : Aisne[a], Ardennes, Aube, Charente-Maritime, Doubs, Indre-et-Loire, Loiret, Mayenne, Meuse, Morbihan, Nord, Savoie, Haute-Savoie, Seine-Maritime, Vaucluse[c], Hauts-de-Seine, La Réunion.
- Majorités de gauche, avec progression de la droite : Aude, Dordogne, Lot-et-Garonne, Pyrénées-Orientales, Haute-Saône.
- Majorités de gauche, avec statu quo : Ariège, Gers, Ille-et-Vilaine, Lot, Lozère, Nièvre, Hautes-Pyrénées.
- Majorités de gauche, avec progression de la gauche : Gard, Haute-Garonne, Gironde, Hérault, Landes, Loire-Atlantique, Meurthe-et-Moselle, Pas-de-Calais, Tarn, Haute-Vienne, Seine-Saint-Denis.

Lors du scrutin de 2015, trois départements n'avaient élu que des conseillers de droite (la Haute-Savoie, le Var et les Yvelines). Ils sont désormais six, rejoints par l'Eure-et-Loir, la Haute-Marne, le Rhône et la Vendée, alors que la Haute-Savoie élit cette fois un binôme divers gauche.